# Stenothoe cattai
Stenothoe cattai is een vlokreeftensoort uit de familie van de Stenothoidae. De wetenschappelijke naam van de soort is voor het eerst geldig gepubliceerd in 1906 door Stebbing.